# 艾希
艾希，德国莱茵兰-普法尔茨州的一个市镇。总面积21.02平方公里，总人口3279人，其中男性1635人，女性1644人（2011年12月31日），人口密度156人/平方公里。